# Haris Silajdžić
Haris Silajdžić (Breza, 1. septembar 1945) bošnjački je političar iz Federacije Bosne i Hercegovine i bivši bošnjački član Predsjedništva Bosne i Hercegovine.

## Biografija
U politiku je ušao za vrijeme prvih demokratskih izbora 1990. godine kao član Stranke demokratske akcije. Tadašnja muslimansko-hrvatska koalicija nacionalnih stranaka ga je imenovala za ministra inostranih poslova tadašnje SR BiH. Na toj ga je dužnosti zatekao raspad SFRJ i rat u Bosni i Hercegovini, koji je izbio 1992. godine.
Godine 1993. je postao premijer krnje Bosne i Hercegovine. Godine 1995. je bio član delegacije vlade krnje BiH na Dejtonskoj mirovnoj konferenciji i sudjelovao u izradi Dejtonskog mirovnog sporazuma.
Nakon rata se razišao sa SDA i formirao vlastitu Stranku za BiH, te postao žestoki kritičar dejtonskog sistema, zalažući se za ukidanje Republike Srpske. Godine 2002. je izgubio od Sulejmana Tihića na izborima za Predsjedništvo BiH, ali ga je na ponovnim izborima 2006. godine pobijedio.
Postoje sumnje da je u toku rata u Bosni i Hercegovini bio upoznat o ubijanju i mučenju srpskih civila u Sarajevu i da je poslije sklapanja Dejtonskog sporazuma radio na prikrivanju dokaza o zločinima nad Srbima.
Haris Silajdžić je od strane Dževada Galijaševića, bivšeg predstavnika Ekspertskog tima jugoistočne Evrope za borbu protiv terorizma i organizovanog kriminala, optužen za podršku i pomaganje vehabijama.

## Spoljašnje veze
- Ubedljiv poraz Harisa Silajdžića („Politika“, 4. oktobar 2010)
- Haris Silajdžić (2017): Ja sam bosanski unitarista